# 群馬の水郷

群馬の水郷（ぐんまのすいごう）は群馬県邑楽郡板倉町大字岩田に位置する親水公園である。通称、群馬の水郷公園（ぐんまのすいごうこうえん）とも言う。

## 概要
町内を流れる谷田川、池沼、自然を活かし10haの敷地に設置されている。この公園の他、板倉町周辺の水辺は関東地方では初めて重要文化的景観として選定されている。3つの釣り場にはヘラブナが放流され、隠れた釣りスポットとなっている。
また、春（4月～6月頃）、秋（9月～10月頃）には、揚舟ツアーという、伝統的な木造船による周遊も行われている。公園の近くの堤防には桜が植樹され名所となっている。 

## 重要文化的景観
重要文化的景観「利根川・渡良瀬川合流域の水場景観」は、群馬の水郷を中核とした谷田川地区、利根川地区、渡良瀬川地区、渡良瀬遊水地地区、雷電神社周辺地区から成り、中世から近代にかけての治水施設や豊かな生態系と共生してきた暮らしの景観が評価されている。群馬の水郷には堤防の内側で川と直結して耕作する「川田」が見られる。

川田
谷田川に架かる沈下橋
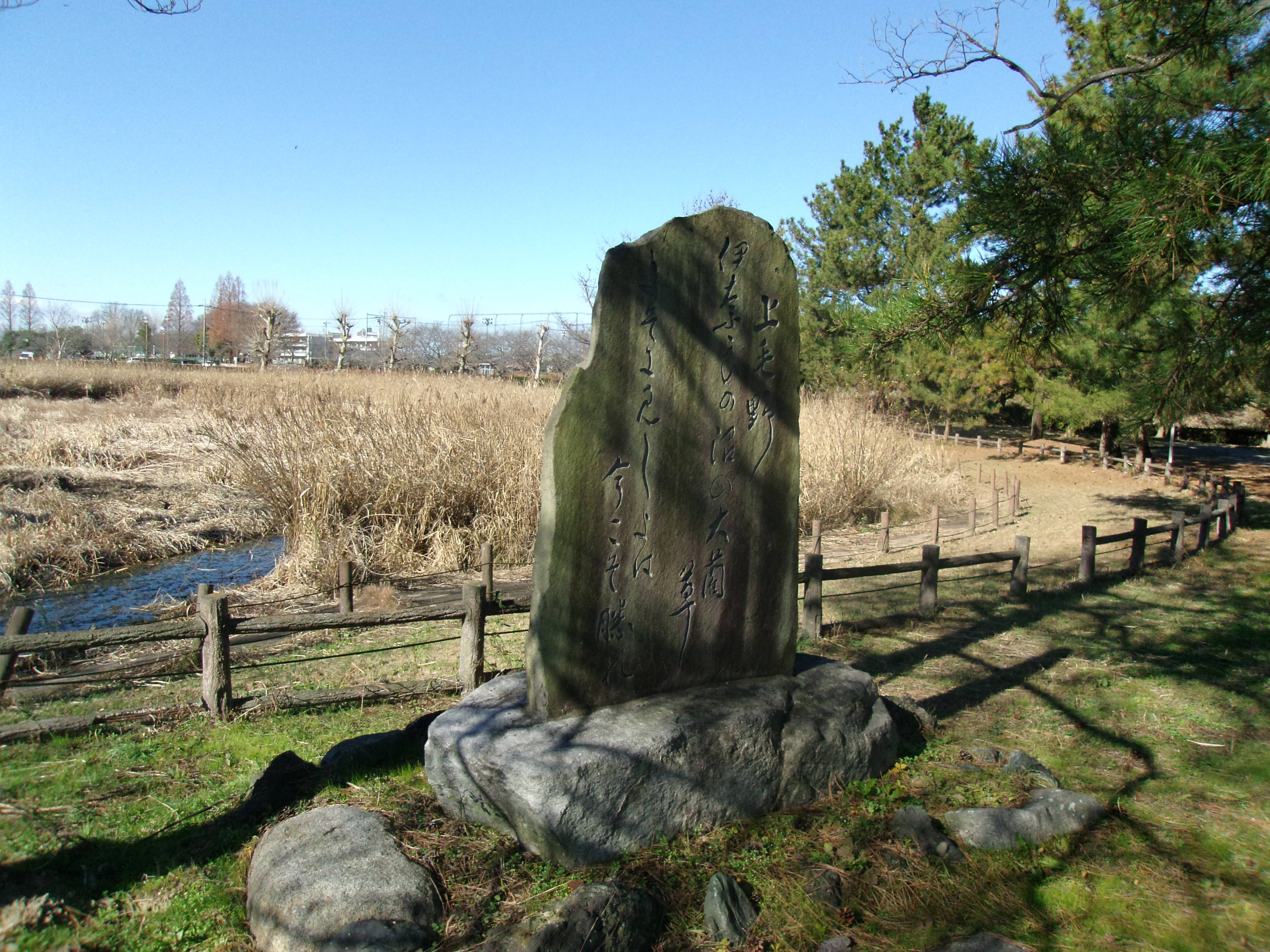
湿地を詠んだ万葉集歌碑（板倉中央公園:雷電神社地区）

交通

谷田川沿いに水場景観を眺めながら群馬の水郷を訪ねる際は、道の駅かぞわたらせ（埼玉県加須市）に併設されたスポーツ遊学館かわたらせ自然館（群馬県板倉町）でレンタサイクルを借りると便利。返却は自治体を越境して相互に利用できる。

## 周辺
- 国道354号板倉バイパス
- 板倉ゴルフ場
- 天神池・肘曲り池 - 谷田川の洪水で形成された落ち堀